# Nasa urens
Nasa urens är en brännreveväxtart som först beskrevs av Nikolaus Joseph von Jacquin, och fick sitt nu gällande namn av Weigend. Nasa urens ingår i släktet färgkronor, och familjen brännreveväxter. Inga underarter finns listade i Catalogue of Life.